# Leucania labeculis
Leucania labeculis är en fjärilsart som beskrevs av Lucas 1892. Leucania labeculis ingår i släktet Leucania och familjen nattflyn. Inga underarter finns listade i Catalogue of Life.